# Dracula trinympharum
Dracula trinympharum là một loài thực vật có hoa trong họ Lan. Loài này được Luer mô tả khoa học đầu tiên năm 1993.